# Tiagabina
La Tiagabina es un anticonvulsivo empleado principalmente como agente coadyuvante en el tratamiento de las crisis epilépticas parciales en adultos o niños. El fármaco es un derivado del ácido nipecótico aprobado por la FDA en 1998.
La Tiagabina fue sintetizada por Novo Nordisk A/S y ha sido codesarrollada con Abbott Laboratories. 

## Antecedentes
El Ácido gamma-aminobutírico (GABA) es el principal neurotransmisor en el núcleo hipotalámico supraquiasmático que contribuye a la comunicación intercelular entre los osciladores circadianos individuales dentro de la red del Sistema Nervioso Central y a la estabilidad y precisión de los ritmos circadianos.
El transportador del GABA más importante en el cerebro es GAT1 (Transportador GABA 1, de unos 599 aminoácidos), que se expresa en las neuronas GABAérgicas y reside en su mayor parte en las neuronas presinápticas.

## Mecanismo de acción
GAT1 es el blanco de la tiagabina, de la que se cree aumenta la concentración de GABA en la hendidura sináptica de las neuronas GABAérgicas al inhibir la recaptación de GABA. Además, reduce la captación neuronal y glial del GABA. La Tiagabina carece de afinidad significativa por otros sitios de unión del receptor de neurotransmisores y/o sitios de captación.
La tiagabina inhibe las crisis convulsivas por electrochoque máximo y las crisis tonicoclónicas tanto límbicas como con generalización ulterior en el modelo de activación inducida, resultados sugerentes de eficacia clínica contra crisis convulsivas parciales y tonicoclónicas.
La tiagabina no tiene afinidad significativa por otros sitios de captación, como los de dopamina, noradrenalina, acetilcolina, serotonina, histamina (H2 y H3), opiáceos, glutamato o GABA (es decir, en el receptor de GABA). Solo tiene una afinidad débil por los receptores de benzodiazepinas y no afecta la función de los canales de Na+ o Ca2+.

## Farmacocinética
La tiagabina se absorbe rápida y casi completamente después de la administración oral; su biodisponibilidad es del 89%. Cuando se toma la medicación sin alimentos, la concentración sérica máxima (Cmax) se alcanza en 60-90 minutos. Su semivida es de unas 8 horas, pero se acorta hacia 2 a 3 horas cuando se administra de manera concomitante con fármacos inductores de enzimas hepáticas, como fenobarbital, fenilhidantoína o carbamazepina.

## Uso en embarazo y lactancia
Embarazo (categoría C)
La tiagabina no fue teratogénica ni tóxica en embriones o fetos animales de experimentación a dosis que no causaron toxicidad materna. Aun así, los datos humanos son demasiado limitados como para determinar la magnitud del riesgo que este agente representa para el feto o embrión. Además, es preocupante que el metabolismo de la tiagabina produzca metabolitos de epóxido. Estos metabolitos intermedios de otros anticonvulsivos se han asociado con teratogenicidad humana. Por lo tanto, el curso más seguro es evitar la tiagabina, si es posible, durante el 1er trimestre, pero no hay evidencia de que la exposición durante la organogénesis o en cualquier otro momento durante la gestación ocasione daño al feto.
Lactancia
No se han localizado estudios que describan el uso de tiagabina durante la lactancia humana. El peso molecular (aproximadamente 376 para la base libre) sugiere que se debe esperar la excreción en la leche materna. Se desconoce el efecto en el lactante por la exposición a la tiagabina en la leche. Debe monitorizarse al bebé para detectar somnolencia, aumento de peso adecuado e hitos del desarrollo, especialmente en lactantes más jóvenes alimentados exclusivamente con leche materna y cuando usan combinaciones de medicamentos anticonvulsivos o psicotrópicos. Debido a que existe una experiencia publicada muy limitada con tiagabina durante la lactancia, se pueden preferir otros agentes, especialmente al amamantar a un bebé recién nacido o prematuro.